# 福斯國家網
福斯國家網（英語：Fox Nation）是美國福斯新聞頻道的付費串流服務。這個名字最初用於2009年3月30日由福斯新聞運營的評論網站，2018年11月開始，福斯國家網改版為串流服務。

## 內容
福斯國家網是為了區隔福斯新聞頻道，主要播放政論節目。放映的政論節目包括時任美國總統川普曾公開讚賞的福斯新聞主播卡爾森（Tucker Carlson）及政論節目主持人漢尼提（Sean Hannity）的節目，並成為其一大賣點。

## 價格
福斯國家網每月訂閱費6美元（約台幣187元），創始會員若一次訂閱3年，可獲贈一連串禮物，包括印有「福斯國家網」的軍款戰術手錶等。

## 外部連結
- 官方网站
- 福斯國家網的Facebook專頁
- YouTube上的
- 福斯國家網的X（前Twitter）
- 福斯國家網的Instagram帳戶